# Jardín Botánico de Colac
El Jardín Botánico de Colac (inglés: Colac Botanical Gardens) es un jardín botánico y arboreto de una extensión de 15 ha, junto a la orilla del lago Colac en Colac, Victoria, Australia.
El código de identificación internacional del "Colac Botanical Gardens" como miembro del "Botanic Gardens Conservation Internacional" (BGCI), así como las siglas de su herbario es COLAC.

## Localización e información
El jardín botánico se ubica en las esquinas de las calles "Fyans" y "Gellibrand", en las orillas del Lago Colac en Colac, Australia. 
Colac Botanical Gardens Colac-Otway Shire, PO Box 283, Colac, VIC 3250, Australia.
Planos y vistas satelitales.38°19′58.44″S 143°35′27.6″E / -38.3329000, 143.591000
El jardín botánico está abierto todos los días del año.

## Historia
Los terrenos fueron elegidos en 1865,
El Colac Botanic Gardens es un jardín botánico regional fue creado en 1868 por Daniel Bunce, y más tarde remodelado en 1910 por William Guilfoyle director del Real Jardín Botánico de Melbourne.

## Colecciones
El Colac Botanic garden alberga más de 1 000 especímenes (más que ningún otro jardín botánico provincial de Victoria).
El jardín contiene variedades del "bunya bunya pine" (Araucaria bidwillii), Pittosporum tenuifolium, Stenocarpus sinuatus, Crotalaria agatiflora y Cupressus forbesii. 
Varios de sus árboles están catalogados en el "Victorian Significant Tree Register".